# Contusus richei
Contusus richei är en fiskart som först beskrevs av Chevalier de Fréminville 1813.  Contusus richei ingår i släktet Contusus och familjen blåsfiskar. Inga underarter finns listade i Catalogue of Life.